# نفزات تارهان
ْْْنفزات تارهان (مواليد 7 يوليو 1952، في مرزيفون، أماسيا)، بروفسور في علم الطب، وهو مؤسس ورئيس جامعة أسكدار. في عام 1998 كان ممثل تركيا في المركز الأمريكي لتدريب الذاكرة. وهو رئيس مستشفى (ن.ب.أسطنبول) وهو أول مشفى في تركيا يختص بالأمراض النفسية والعصبية. متزوج وأب لولدين.

## حياته
في عام 1969 أتم دراسته الثانوية في الكلية العسكرية العليا، وفي عام 1975 تخرج من كلية الطب من جامعة جراح باشا إسطنبول. وقام بعملية التدريب والتحضير في أكاديمية جولهاني العسكرية الطبية، وعمل في قبرص وبورصة في الكليات الطبية العسكرية. في عام 1982 تخصص في علم طب النفس في أكاديمية جولهاني الطبية العسكرية. بعدما أنهى خدماته الطبية في مستشفيات أرزينجان وتشورلو، في عام 1988 أصبح أستاذًا مساعدًا وفي عام 1990 أصبح أستاذ مشارك في أكاديمية جولهاني العسكرية الطبية. في عام 1993 تم ترقيته إلى رتبة عقيد، وفي عام 1996 حصل على شهادة بروفسور في علم طب النفس. في عام 1996-1999 عمل كعضو في الهيئة التدريسية في جامعة يوزنجويل، ومن ثم لينتقل إلى العمل كخبير في معهد الطب الشرعي. حصل على تقاعده الرسمي بإرادته الخاصة ليتولى تمثيل مركز الذاكرة الأمريكية في تركيا 1998.
حاليا ما زال يواصل عمله كرئيس لمشفى (ن.ب.أسطنبول) أول مشفى يختص بالأمراض العصبية والنفسية، ويمارس أيضًا مهامه كرئيس لجامعة أسكدار.
قام بنشر 31 مقالة علمية على مستوى العالم. يعرف اللغة العربية والألمانية. متزوج وأب لولدين.

## أعماله الاجتماعية
- رئيس لمؤسسة القيم الإنسانية والصحة الروحية.
- رئيس لجمعية العدل (أسدار) المدافعة عن حقوق الإنسان.
- رئيس لجمعية (البيت السعيد الحياة السعيدة) التي تهتم بالأطفال اليتامى والمعاقين.
- رئيس قسم الأبحاث والدراسات في جمعية (هيا أمسك بيدي) التي تهتم بالأطفال والشباب.

## المؤتمرات والمجلات والمنظمات
- في عام 1991، "الابتكار في علم الادوية النفسية.
- في عام 1992، «العدوان».
- في عام 1993 تم تنظيم مؤتمر «السيرتونين» والذي يعد المشاركة الدولية الأولى لتركيا.
- على مدى ست سنوات كان رئيس تحرير المجلة «علم الأدوية النفسية السريرية» لسنوات عديدة تحرير المجلة. لسنوات عديدة، عمل في هيئة تحرير المجلة «النوم والتنويم المغناطيسي»
- في عام 2010 قام بالمشاركة في اللجنة المنظمة لمؤتمر علم الأعصاب الذي عقد في إسطنبول

## الجوائز
- في عام 1991 حصل على جائزة أفضل باحث في مؤتمر يدعى (الأقراص المدمرة والسيطرة على أثارها) في هولندا.
- في عام 2003 حصل على جائزة أفضل برنامج بعنوان الحلول المعقولة.
- في عام 2007 حصل على جائزة «التفاحة الذهبية» من قبل مؤسسة الموسيقى التركية لمساهمته فيها في أماسيا.
- حصل على جائزة «زهرة التوليب الذهبية» من قبل مدرسة تورهان الثانوية لمساهماته في علم طب النفس.
- في عام 2009 حصل على جائزة (أفضل الممارسات لحماية المرضى) من مؤسسة حماية والحفاظ على صحة المرضى.
- في عام 2010 تم تنظيم مؤتمر برعاية كونغرس (أي سي ني سي) الذي يجتمع فيه جميع العلماء من جميع أنحاء العالم في إسطنبول، ليحصل على جائزة «سفير الكونغرس».

## العضويات
- الجمعية الأمريكية للطب النفسي (APA).
- أكاديمية نيويورك للعلوم.
- أكاديمية نيويورك للطب النفسي.
- جمعية Psychogeriatric الدولية (IPA).
- جمعية علم الأعصاب (EEG).
- عضوية المجلس (ECNS).
- الجمعية الدولية للتصوير الأعصاب في الطب النفسي (iSniper)
- جمعية الاضطرابات والقلق الأمريكية (ADA).
- جمعية Geografic الوطنية.

## مؤلفاته
- كيف تكون العائلة الواعية (2014)
- المداواة بالحب (2014)
- المداوة يونس (2013)
- علم النفس الإيجابي (2012) – بالأشتراك مع أورهان غومشال وأينور صايم
- رحلة من القلب إلى العقل (2012)
- العلاج المثنوي (2012)
- أنت وأنا وأطفالنا (2012)
- العمر الضمير بديع الزمان (2012)
- الملاذ الأخير للأسرة (2011)
- هل يوجد من يريد أن ينفهمني؟ (2011)
- الإدمان (2011) - د. المؤلف المشارك مع سردار
- الحرب غير المتماثلة (2010)
- الأسرة الملاذ الأخير (2010)
- علم النفس والدين (2009)
- علم النفس الاجتماعي (2009)
- معلومات عن الحياة وكيفية العيش بسعادة (2007) -مع د. المؤلف المشارك أليف ألغز.
- علم النفس من العواطف (2006).
- علم النفس في الزواج (2006).
- المرأة في علم النفس (2005).
- حل معقول (2004).
- مدرسة العائلة (2004).
- علم النفس في السعادة (2002).
- الحرب النفسية (2002).
- كن في سلام مع نفسك (2001).
- العنف وتأثيره على الجوانب الحيوية والنفسية والاجتماعية. (1998) - أستاذ الدكتور شارك في تأليف إبراهيم بلجي أوغلو.
- الابتكار في علم الأدوية النفسية (1991) - كتاب الندوة، الكاتب والقسم المحرر.
- الإجهاد والأمراض (1989) - كتاب الندوة، الكاتب والقسم المحرر.
- الدم والدورة الدموية (1982).